# Siren Rock
Der Siren Rock ist ein etwas abgelegener Felsvorsprung im westantarktischen Ellsworthland. Im östlichen Teil des Hudson-Gebirges ragt er 19 km östlich des Mount Moses auf.
Der United States Geological Survey kartierte ihn anhand eigener Vermessungen und Luftaufnahmen der United States Navy aus den Jahren von 1960 bis 1966. Das Advisory Committee on Antarctic Names benannte ihn 1968 nach Jan C. Siren (1922–2010), Physiker zur Erforschung elektromagnetischer Wellen auf der Byrd-Station im Jahr 1967.